# Thermocyclops infrequens
Thermocyclops infrequens is een eenoogkreeftjessoort uit de familie van de Cyclopidae. De wetenschappelijke naam van de soort is voor het eerst geldig gepubliceerd in 1929 door Kiefer.